# Leptogenys vindicis
Leptogenys vindicis es una especie de hormiga del género Leptogenys, subfamilia Ponerinae.

## Taxonomía
Esta especie fue descrita científicamente por Bolton en 1975.